# Cupiennius valentinei
Cupiennius valentinei är en spindelart som först beskrevs av Alexander Petrunkevitch 1925.  Cupiennius valentinei ingår i släktet Cupiennius och familjen Ctenidae.
Artens utbredningsområde är Panama. Inga underarter finns listade i Catalogue of Life.